# مردی که می‌خندد
مردی که می‌خندد (به فرانسوی: L’Homme qui rit) (به انگلیسی: The Man Who Laughs) نام رمانی از ویکتور هوگو نویسنده و شاعر فرانسوی است. ویکتور هوگو این رمان را در بروکسل نوشت و آن را در آوریل سال ۱۸۶۹ منتشر کرد. داستان کتاب در اوائل قرن هجدهم و در انگلستان روی می‌دهد.

## خلاصه
کتاب روایت زندگی بسیار غم‌انگیز کودکی به نام جوئین پلین است که از بدو تولد بی‌خانمان شده و هیچگاه خانواده خود را ندیده‌است، او توسط کومپراچیکوها (خریداران بچه) خریداری شده و در ۱۰ سالگی از آن‌ها جدا می‌شود، جوئین پلین طبق اتفاقاتی که در خلال داستان رخ می‌دهد جان یک دختر بچه یک سالهٔ نابینا را نجات می‌دهد (البته آن دختر بچه مادرزاد نابینا نبوده‌است بلکه در یک سالگی بر اثر سرما نابینا می‌شود). جوئین پلین پس از اینکه کومپراچیکوها وی را در ساحل پرتلند جا گذاشته و خودشان فرار می‌کنند در میان برف و سرما و بدون هدف به راه خود برای یافتن سرپناهی ادامه می‌دهد. در میانه راه و در شب هنگام، به جسد زنی برخورد می‌کند که طفلی را در آغوش دارد. سرما باعث مرگ مادر و نابینایی دختر بچه وی می‌گردد. سپس جوئین پلین همراه با آن دختر بچه که اکنون او نیز بی‌خانمان است، نزد یک مرد تنها به نام اورسوس بزرگ می‌شوند و به خاطر قیافهٔ زشت و مضحک جوئین پلین که بسیار برای اجرای نمایش خوب و مناسب است و مردم را به خنده می‌اندازد به اجرای نمایش در شهرها می‌پردازند. اصل داستان نیز در مورد عشق جوئین پلین و آن دخترک که دئا نام دارد، می‌باشد. در اواخر داستان مشخص می‌شود که قیافه زشت جوئین پلین نیز که گویی همیشه بر آن لبخند نقش بسته‌است به دلیل جراحی است که کسانی که با پدر وی دشمنی داشته‌اند روی آن انجام داده‌اند، پدر جوئین پلین از اشخاص بزرگ کشور و از لردهای انگلستان بوده و جوئین پلین نام اصلی خود را که «لرد کلانچارلی» است بازمی‌یابد و می‌فهمد که یک لرد است و زمین‌ها و کاخ‌های بسیاری از آن اوست و این دست سرنوشت بوده که تاکنون او را اینگونه همراه با سختی و بدبختی بار آورده‌است. اما سرانجام عشق "جوئین پلین" و "دئا" نیز بسیار ناراحت کننده و دردناک است.در انتهای داستان، دئا به علت دور افتادن از جوئین پلین بیمار شده و دچار ضعف و هذیان‌گویی می‌شود. در همان زمان جوئین پلین که تصور می‌کرد اورسوس و بقیه، خانه خود را ترک کرده‌اند و وی تنها مانده به فکر خودکشی می‌افتد. در لحظه‌ای که می‌خواست تصمیم خود را عملی کند، هومر گرگ اورسوس جوئین پلین را پیدا کرده و او را به نزد دئا می‌برد. با رسیدن جوئین، حال دئا بهتر نشده و در نهایت می‌میرد. جوئین پلین نیز پس از مشاهده مرگ معشوق خود، خود را به دریا انداخته و خودکشی می‌کند.

## نقد
ویکتور هوگو، با تفسیر ناکامی مردی که می‌خندد، خود می‌گوید که «خواسته‌ام از رمان سوءاستفاده کنم و آن را به صورت حماسه درآورم».

## اقتباس ها
- فیلم مردی که می‌خندد به کارگردانی پول لنی محصول سال ۱۹۲۸.
- شخصیت ابرشرور جوکر در سری کتاب های مصور بتمن، از روی همین اثر الهام‌ گرفته شده‌است.[۱]
- فیلم مردی که می‌خندد به کارگردانی سرجو کوربوچی محصول سال ۱۹۶۶.
- فیلم مردی که می‌خندد به کارگردانی ژان-پیر آمریس محصول سال ۲۰۱۲.